# La Possession (film)
La Possession è un film muto del 1929 diretto da Léonce Perret.

## Produzione
Il film fu prodotto dalla Franco Films.

## Distribuzione
Uscì nelle sale cinematografiche francesi il 24 maggio 1929. In Austria e Germania venne distribuito con il titolo tedesco Das Recht des Stärkeren, in Portogallo con quello di A Posse il 5 novembre 1929.